# Patrick Wolff
Patrick Gideon Wolff (15 febbraio 1968) è uno scacchista statunitense, Grande maestro.
Nel 1984 vinse all'età di 16 anni il campionato juniores (under-20) degli Stati Uniti, ripetendo il successo l'anno successivo.
Grande Maestro dal 1987, vinse nel 1992 e nel 1995 il Campionato degli Stati Uniti. Si laureò all'Università Harvard nel 1996.
Nel 1988 vinse contro Garri Kasparov in 25 mosse in una simultanea tenuta da quest'ultimo a New York.
Fu il secondo di Viswanathan Anand durante la sua sfida contro Kasparov per il Campionato del mondo PCA di New York 1995.
Per diversi anni ha tenuto una simultanea alla cieca su sei scacchiere a Omaha in occasione della riunione degli investitori del fondo hedge "Berkshire Hathaway", presieduto dal finanziere Warren Buffett.
Il massimo punteggio Elo da lui raggiunto è di 2595 punti.
Ha scritto il libro Complete Idiot's Guide to Chess.

## Curiosità
Nella stagione 2010/2011, interpreta Stephan Winter in Sturm der Liebe (Tempesta d'amore).